# Гласность
Гла́сность — политика максимальной открытости в деятельности государственных учреждений и свободы информации.
Ранее слово «гласность» использовалось в политике и юриспруденции.
В современном словоупотреблении термин (слово) чаще всего используется применительно к политике гласности, проводившейся Михаилом Горбачёвым во второй половине 1980-х годов в СССР и означавшей недопустимость замалчивания хозяйственных проблем на местах, существенное ослабление цензуры и снятие существовавших в советском обществе многочисленных информационных барьеров.

## В Российской империи
Как политический термин, слово «гласность» впервые стало использоваться в России имперского периода, в конце 1850-х, обозначая ослабление цензурного контроля за повременной (периодической) печатью, а позже также открытость в принятии решений и процессе работы некоторых органов власти — прежде всего судов, в рамках судебной реформы Александра II, пришедшей на смену «канцелярской тайне».

## Гласность в СССР
В. И. Ленин неоднократно подчёркивал важность гласности как важнейшего признака демократизма.
При жизни Ленина и в первые годы после его смерти в СССР последовательно проводился курс на очень широкую гласность, но к середине 1930-х годов с ленинским принципом гласности было покончено.
На XVII съезде ВКП(б) были ликвидированы созданные по инициативе Ленина объединённые органы ЦКК — НК Рабкрин. Органы партийного контроля, при жизни Ленина не зависимые от ЦК и нижестоящих парткомов, стали непосредственно подчиняться исполнительным органам парткомов. Также был ликвидирован принцип коллегиальности партийного руководства и введено единоначалие.
На XVIII съезде ВКП(б) было подвергнуто ревизии марксистско-ленинское учение о социалистическом государстве, отвергнута ленинская идея о социалистическом самоуправлении народа.
Митинг гласности — митинг, проведённый 5 декабря 1965 года на Пушкинской площади в Москве, диссидентами и сочувствующими. Стал первой публичной политической демонстрацией в послевоенном СССР.

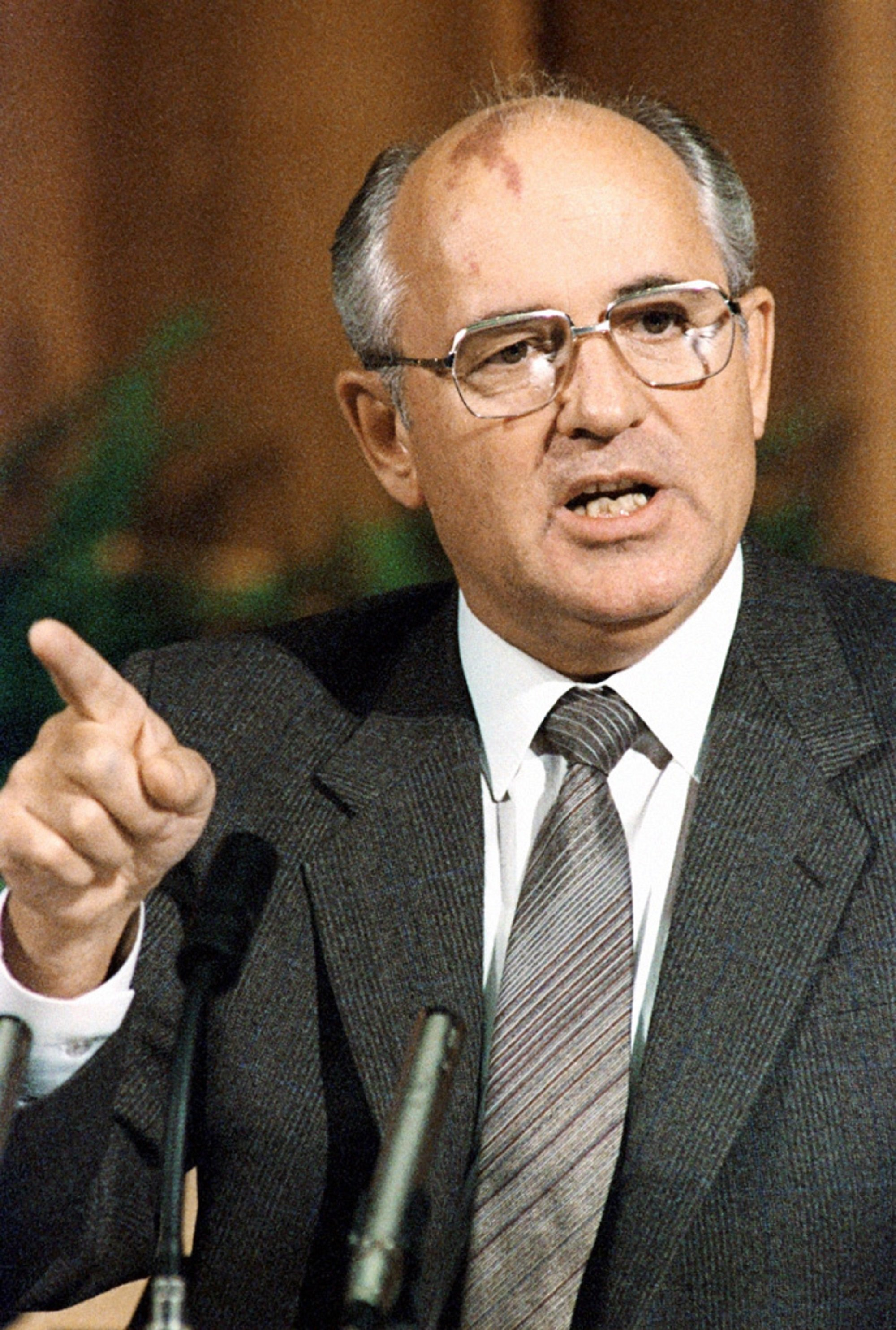
М. С. Горбачёв. 1986

### Перестройка
Впервые после полувекового молчания в СССР о социальной ценности принципа гласности официально было сказано на апрельском пленуме ЦК КПСС 1985 г.
Впервые о гласности заговорили на XXVII съезде КПСС в феврале 1986 года. Тогда основной её целью виделось обращение внимания людей на отдельные «недостатки, слабости и прорехи» существующей хозяйственной системы, с целью их оперативного устранения.
В широкий обиход слово «гласность» вошло с 1987 года как обозначение одного из ключевых направлений либеральных реформ в стране («гласность — перестройка — ускорение»), проводившихся в 1987—1991 гг. М. С. Горбачёвым на посту Генерального секретаря ЦК КПСС, широко известных под общим названием «Перестройка». Тогда же возникли и лозунги момента: «Больше гласности! Больше демократии!».
Формальное начало проведению политики гласности было положено на 19-й Конференции КПСС в 1988 году.

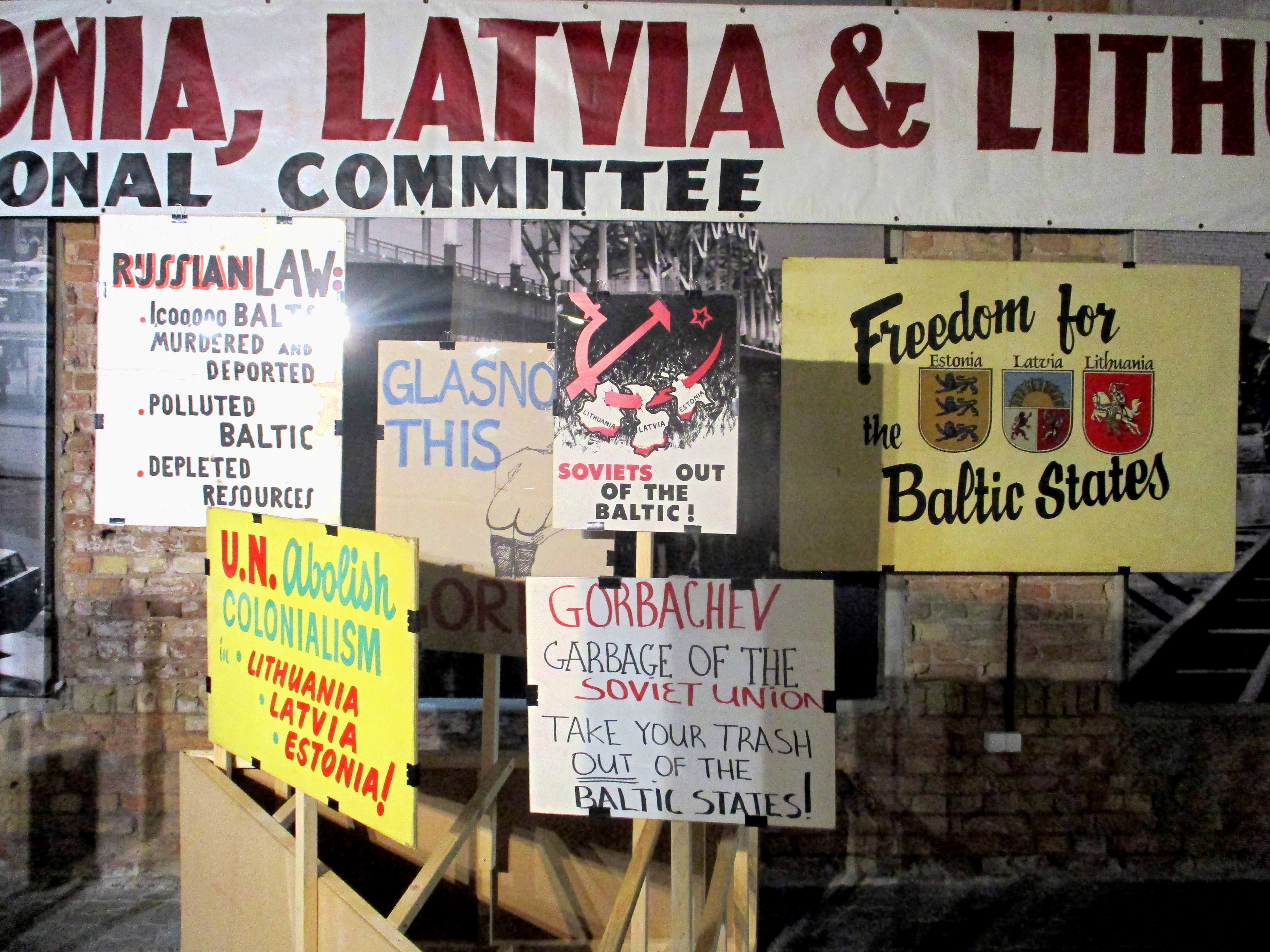
Плакаты «На те гласность, Горби!» и «Горбачёв, забирай свой мусор вон из прибалтийских стран» в музейной экспозиции «Nyet, nyet, Soviet!» в Латвии

Однако вскоре гласность выходит за первоначально заданные рамки: теперь её сутью становится снятие существовавших многочисленных информационных табу. С 1987 года самыми обсуждаемыми в печати вопросами становятся те, которые раньше предпочитали замалчивать: эпоха правления Сталина (и др. «тёмные пятна» советской истории), привилегии номенклатуры, секс вообще и проституция в частности, бюрократизм советской государственной машины, экологические проблемы.
Как считает Арчи Браун, к весне 1989 года официально санкционированная гласность претворилась в практически неограниченную свободу слова.
К 1990 году в обществе начинает преобладать ориентация на западные ценности, демократию, свободный рынок. В стране впервые возникает легальная оппозиция социалистическому режиму, которая постепенно приходит к власти в некоторых союзных республиках, в том числе и в России, и берёт курс на их отделение от СССР.
В конце 1991 года Советский Союз перестал существовать.
В период гласности были освобождены многие диссиденты, и правозащитная деятельность не сопровождалась судебными преследованиями, в частности, распространение неподцензурной информации (самиздат) не подавлялось, более того, острые вопросы обсуждались в центральной печати, появлялись критические публикации.
С марта 1987 года, в связи с объявленной гласностью, в библиотеках началось возвращение книг из спецхранов в открытые фонды.
Однако цензура в СССР существовала до 1990 года, хотя появившиеся с 1989 года независимые печатные издания зачастую находили способы её избегать.
При этом СМИ продолжали работать в одном направлении. По утверждению М. Н. Полторанина, самой строгой цензуре подвергались самые «свободные» издания: «Московские новости» и «Огонёк». «Егор, — вспоминал Михаил Никифорович о главном редакторе „Московских новостей“ Егоре Яковлеве, — брал все статьи очередного номера в папочку и ехал с этой папочкой к Александру Николаевичу Яковлеву, и Яковлев эту папочку смотрел — вот это пропускаем, а это не пропускаем. Даже в „Правде“ такого не было, только в „Московских новостях“ и в „Огоньке“.
В интервью Полторанина журналу „Русская жизнь“ приведены несколько примеров такой цензуры. Например, писать о расстреле польских военнопленных в Катыни было можно, а о зверствах белополяков в 1920 г. — нельзя, о пакте Молотова — Риббентропа — пожалуйста, а о безвозмездной передаче „оккупированной“ Литве Вильнюса и Клайпеды — ни в коем случае.
Цензура в СМИ была отменена 1 августа 1990 года, когда вступил в силу закон „О печати“, и заменялась „охраной государственных тайн“. Полномасштабная цензура была снова введена указом ГКЧП в августе 1991 года, но с поражением ГКЧП она была упразднена. Ведомство, осуществлявшее эту деятельность — Агентство по защите государственных секретов в средствах массовой информации при Минпечати СССР — было упразднено перед самым роспуском СССР, 24 октября 1991 года. Этим фактом была поставлена окончательная точка в истории советской цензуры.
Политика гласности привела к тому, что в СССР впервые со времён революции 1917 года появились свободные СМИ. Михаил Горбачёв стал первым и единственным руководителем СССР, подвергавшимся жёсткой критике в советской же официальной прессе. Однако это стало возможным только на позднем этапе Перестройки — в 1990-91 гг.
„Гласность, — писал Ф. М. Бурлацкий, — стала едва ли не главным тараном, разрушившим коммунистическую систему“. „Огонёк“, „Московские новости“ и „Литературная газета“, а вслед за ними и — новые издания и во многом телевидение раскачивали общественное мнение и направляли недовольство против системы власти».

## Гласность в современной России
Некоторые политические деятели и оппозиционеры продолжали употреблять данный термин даже в постсоветский период. Например, они утверждали, что «период гласности закончился в период президентства Владимира Путина». Начиная с 2000 года, закрывались некоторые независимые телеканалы и газеты, из страны сбежали олигархи, владевшие медиа-активами и отказывавшиеся от сделок по их перераспределению (Гусинский, Березовский и другие). Повсеместно в СМИ появлялась самоцензура.

### Обратный процесс
С начала 2000-х гг. в РФ наблюдается обратный процесс, связанный с усложнением и прекращением доступа к архивам советского времени — на Западе этот процесс получил название «архивной контрреволюции» (в противовес «революции гласности»).
В 2010 году президент Медведев заявил: «Нам не нужна гласность, нам нужна свобода слова».
Ряд прокремлёвских политологов говорит о начале Гласности-II в связи с развитием Рунета и так называемого «независимого» блогинга.
Пиратская партия России в Уставе определяет гласность одним из своих принципов.

## В культуре
В фольклоре
Известность получило четверостишие, перефразирующее стихотворение А. С. Пушкина «К Чаадаеву»:

Товарищ, знай: пройдёт она,

Так называемая «гласность»,

И вот тогда госбезопасность

Припомнит наши имена!

Известные анекдоты эпохи Перестройки:

Петька спрашивает Чапаева:

— Василий Иванович, что такое «гласность»?

— Это значит, Петька, что ты можешь говорить что угодно и про меня, и про комиссара, и ни-че-го, Петька, тебе за это не будет…

— В самом деле ничего?!

— Ничего, Петька. Ни новой шашки, ни бурки, ни сапог!

## Статьи и публикации
- Достижения Михаила Горбачева. В девяти гифках Как изменил страну первый и последний президент СССР // Meduza : сетевое издание. — 2016. — 2 марта.
- Браун А. Горбачев, Ленин и разрыв с ленинизмом // Полис : Политические исследования. — М., 2007. — № 6. — С. 71—85. — doi:10.17976/jpps/2007.06.08.
- Шикман А. П. Совершенно несекретно // Советская библиография : журнал. — 1988. — Ноябрь-декабрь (№ 6). — С. 3—12. — ISSN 0869-6020.
- Bruhn P. Гласность в советском библиотечном деле (нем.) = Glasnost im sowjetischen Bibliothekswesen // Zeitschrift für Bibliothekswesen und Bibliographie. — Frankfurt am Main, 1989. — H. 4. — S. 360—366.
- Александр Черницкий. История одной диссертации // Наша власть: дела и лица : журнал. — М.: НВ-Партнер, 2007. — Вып. № 11 (79). — С. 62—63. Архивировано 14 ноября 2012 года.
- Полле Э. Г. Траектория гласности // «Самиздат» : журнал. — 2005.
- В Вашингтоне недовольны // Expert Online : журнал. — М.: Группа «Эксперт», 2007.
- Президент Медведев предложил заменить открытость действий власти на свободу «критики снизу» // Новый День : Информационное агентство. — РИА «Новый День», 2010. — 27 апреля.